# HD 10390
HD 10390，又名BD+34 297，SAO 54912、HR 490，是一颗恒星，视星等为5.64，位于銀經134.46，銀緯-26.49，其B1900.0坐标为赤經1h 36m 16.5s，赤緯+34° -26.49′ 27″。